# Victoire Dauxerre

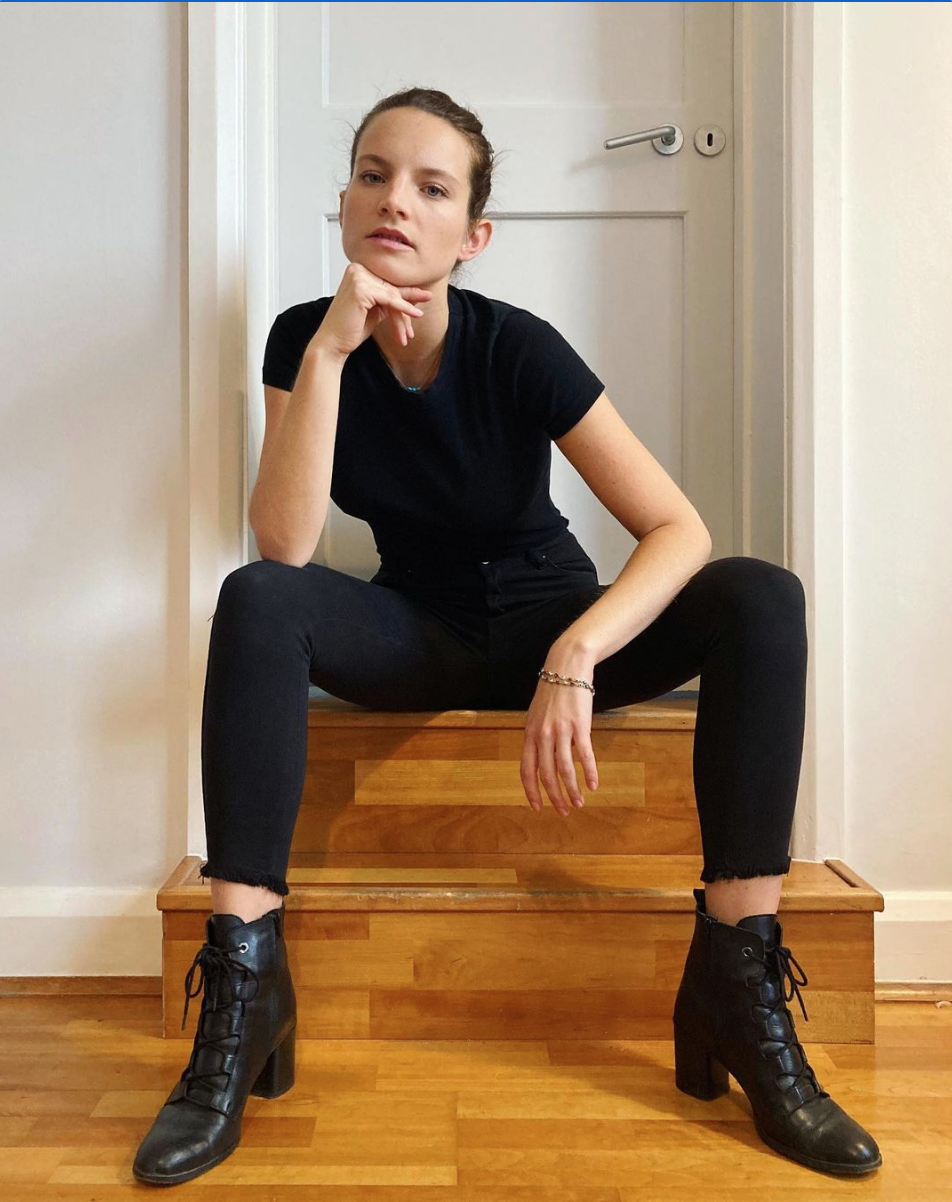
Victoire Dauxerre (2020)

Victoire Maçon-Dauxerre (* 27. Mai 1992 in Paris) ist eine französische Schauspielerin und ein Model.

## Leben
Dauxerre wurde am 27. Mai 1992 in Paris geboren. Sie spricht neben ihrer Muttersprache Französisch fließend Englisch und hat Sprachkenntnisse in Spanisch. Von 2011 bis 2012 studierte sie Philosophie an der Universität Paris IV. Ab demselben Jahr bis 2013 besuchte sie außerdem die Schauspielschule Cours Florent. Von 2012 bis 2014 studierte sie Theaterwissenschaften an der Universität Paris III und schloss ihr Studium mit einem Bachelor of Arts ab. Von 2013 bis 2014 erlangte sie ihren Bachelor of Arts in Theater, Drama und Performance an der University of Roehampton, von 2015 bis 2016 erweiterte sie ihre Schauspielkenntnisse an der London Academy of Music and Dramatic Art. Seit 2019 studiert sie Psychologie an der Universität Paris VIII.
Ihr Schauspieldebüt gab Dauxerre 2010 in der Spielfilmproduktion Bus Palladium. 2017 spielte sie in den zwei Kurzfilmen Je suis l'intention des autres und Je suis son offrande mit. 2018 spielte sie in zwei Episoden der Fernsehserie Versailles in der Rolle der Adele de Vasseur mit. 2020 verkörperte sie in zwei Episoden der Fernsehserie Vikings die Rolle der Nissa. Von 2021 bis einschließlich 2023 mimte sie in 66 Episoden der Fernsehserie Demain nous appartient die Rolle der Vanessa Lehman. 2024 war sie in Die Werwölfe von Düsterwald als eine von vier Werwölfen zu sehen.

## Filmografie (Auswahl)
- 2010: Bus Palladium
- 2017: Je suis l'intention des autres (Kurzfilm)
- 2017: Je suis son offrande (Kurzfilm)
- 2018: Versailles (Fernsehserie, 2 Episoden)
- 2018: Deux gouttes d'eau
- 2019: Caitlín (Kurzfilm)
- 2020: Stardust
- 2020: Vikings (Fernsehserie, 2 Episoden)
- 2021–2023: Demain nous appartient (Fernsehserie, 66 Episoden)
- 2024: Camping paradis (Fernsehserie, Episode 15x02)
- 2024: Die Werwölfe von Düsterwald (Loups-Garous)